# جلين هاربر
جلين هاربر (بالإنجليزية: Glyn Harper)‏ هو مؤرخ نيوزيلندي، ولد في 12 مارس 1958 في كرايستشرش في نيوزيلندا.

## وصلات خارجية
- الموقع الرسمي